# Lauri Laitinen
Lauri Aarne Ilmari Laitinen, född 31 juli 1944 i Tammerfors, är en finländsk läkare. 
Laitinen, som är specialist i klinisk fysiologi och lungsjukdomar, blev medicine och kirurgie doktor 1974, professor i lungsjukdomar vid Helsingfors universitet 1992 och verksamhetsdirektör vid Helsingfors och Nylands sjukvårdsdistrikt 1999. Han var överläkare vid sjöstridskrafterna 1978–1982, direktör vid försvarsmaktens militärmedicinska institution 1984–1991 och resultatchef vid Helsingfors universitetscentralsjukhus medicinska klinik 1995–1999. Hans vetenskapliga arbeten rör astmans ärftliga orsaker, uppkomst och utveckling. 

## Utmärkelser
- Riddartecknet av I klass av Finlands Vita Ros’ orden,  6 december 2000[1]

[Redigera Wikidata]